# 蹼麝鼩屬
蹼麝鼩屬（学名：Nesiotites），哺乳綱、食蟲目 、鼩鼱科的一屬哺乳动物，而與蹼麝鼩屬（蹼麝鼩）同科的動物尚有水鼩鼱屬（水鼩鼱）、荒漠鼩鼱屬（荒漠鼩鼱）、墨西哥大鼩鼱屬（墨西哥大鼩鼱）、南美小麝鼩屬（高山小麝鼩）等之數種哺乳動物。

## 下属分类
本科包括以下属：
- 希氏蹼麝鼩 Nesiotites hidalgo Bate, 1945
- Nesiotites rafelinensis Rofes, Bover, Cuenca-Becós & Alcover, 2012
- Nesiotites similis (Hensel, 1855)